# آدم باير
آدم باير (بالسويدية: Adam Beyer)‏ هو دي جيه وملحن سويدي، ولد في 15 مايو 1976 في ستوكهولم في السويد.

## وصلات خارجية
- الموقع الرسمي
- آدم باير على موقع ميوزك برينز (الإنجليزية)
- آدم باير على موقع أول ميوزيك (الإنجليزية)
- آدم باير على موقع ديسكوغز (الإنجليزية)